# Thomas Heath
Pour les articles homonymes, voir Heath.
Thomas Little Heath (né le 5 octobre 1861 à Bartnetby le Wold, dans le Lincolnshire, mort le 16 mars 1940 à Ashtead dans le Surrey) est un haut fonctionnaire britannique, surtout connu pour ses travaux sur l'histoire des mathématiques de la Grèce antique, effectués en marge de sa carrière officielle. À la fois mathématicien et helléniste, Heath traduisit du grec ancien en anglais les œuvres d’Euclide d’Alexandrie, d’Apollonius de Perga, d’Aristarque de Samos, et d’Archimède de Syracuse. C'était également un grand alpiniste, qui fréquenta longuement le massif des Dolomites.

## Biographie

### Le haut fonctionnaire
Thomas Heath était l'un des six enfants d'un agriculteur passionné par les Lettres classiques. Il fréquenta Clifton College, un lycée réputé de Bristol, et en 1879 put bénéficier d'une bourse pour étudier au Trinity College de l’Université de Cambridge ; là, il s'imposa avec les meilleures notes, aussi bien en philologie classique qu'en mathématiques (il se classa 12e au Tripos de mathématiques de 1882). Il était encore étudiant lorsqu'il rédigea un article pour l'Encyclopedia Britannica sur les mathématiques de la Grèce antique.
À sa sortie de l'université, il passa le concours du Ministère des Finances et se classa premier. Il effectua l'essentiel de sa carrière dans la chancellerie de l'Échiquier, secrétaire particulier de plusieurs secrétaires d'États. Il fut décoré de l'Ordre du Bain (ordre de troisième classe en 1903, de deuxième classe en 1909). En 1907, il était Secrétaire du Trésor adjoint et en 1913 « secrétaire permanent », la plus haute fonction à l’Échiquier. En récompense de ses services pour la Couronne, il fut fait Commandeur de l'Ordre royal de Victoria (1916), devenant de ce fait « Sir Thomas Heath ». En 1919, il rejoignit l'administration du National Debt Office (créée pour résorber l'abyssal déficit dans lequel la Première Guerre mondiale avait plongé le Royaume-Uni), et il prit sa retraite en 1926.

### L'érudit
À la fois mathématicien et helléniste, Heath employait ses loisirs à traduire du grec ancien en anglais les œuvres d’Euclide d’Alexandrie, d’Apollonius de Perga, d’Aristarque de Samos, et d’Archimède de Syracuse. C'est principalement grâce aux traductions de Thomas Heath que le public anglais put prendre connaissance de l’œuvre d'Archimède. Il devint fellow de la Royal Society en 1912, puis en 1922-23 président de la Mathematical Association.
Cela dit, sa traduction du célèbre palimpseste d'Archimède est fondée sur une transcription qui à l'époque ne pouvait être que lacunaire, et que les chercheurs ne désespèrent pas d'améliorer grâce aux méthodes physico-chimiques actuelles. Lorsqu'en 1897 Heath fit paraître son édition des Œuvres d’Archimède, le palimpseste d'Archimède commençait seulement à être déchiffré, et il fallut encore attendre 1906, pour qu'avec les travaux du professeur danois Johan Ludvig Heiberg on comprenne la portée de ce manuscrit : le palimpseste contenait une version détaillée du Stomachion, et un Traité de la Méthode qu'on croyait perdu. Ces traités retrouvés ont depuis fait l'objet d'une intense recherche chez les hellénistes et historiens des mathématiques.

## Traductions et autres écrits
Note: on n'a reporté ici que les éditions originales ; mais il faut savoir que la plupart de ces traductions ont connu plusieurs rééditions et tirages.
- Diophantus of Alexandria: a Study in the History of Greek Algebra (Cambridge: Cambridge University Press, 1885)
- Apollonius de Perga: Treatise on Conic Sections (Cambridge: Cambridge University Press, 1896)
- Archimède: Works (Cambridge: Cambridge University Press, 1897)
- Euclide The thirteen books of Euclid's Elements (Cambridge: Cambridge University Press, 1908)
- Aristarchus of Samos, the Ancient Copernicus Oxford: Clarendon Press, 1913)
- (en) A History of Greek Mathematics : vol. 1, Oxford, The Clarendon press, 1921 (lire en ligne)
- (en) A History of Greek Mathematics : vol. 2, Oxford, The Clarendon press, 1921 (lire en ligne)
- A Manual of Greek Mathematics (Oxford: Clarendon Press, 1931)
- Greek Astronomy (Londres: J.M. Dent & Sons, 1932)
- Mathematics in Aristotle (Oxford: Clarendon Press, 1949)

éditions en ligne des ouvrages de Heath
- A History of Greek Mathematics: vol. 2
- The Works of Archimedes
  - Archimedes' Quadrature Of The Parabola
  - Archimedes' On The Measurement Of The Circle
- Diophantus Of Alexandria: A Study In The History Of Greek Algebra
- The Thirteen Books of Euclid's Elements: vol. 1, vol. 2, vol. 3
- (en) fichiers PDF de plusieurs œuvres de Heath, dont Diophante, Apollonius, etc.